# Wellington Clayton Gonçalves dos Santos
Wellington Clayton Gonçalves dos Santos (sinh ngày 2 tháng 1 năm 1983) là một cầu thủ bóng đá người Brasil.

## Sự nghiệp câu lạc bộ
Wellington Clayton Gonçalves dos Santos đã từng chơi cho Cerezo Osaka và Montedio Yamagata.

## Thống kê câu lạc bộ

### J.League
| Đội               | Năm       | J.League | J.League | J.League Cup | J.League Cup | Tổng cộng | Tổng cộng |
| Đội               | Năm       | Trận     | Bàn      | Trận         | Bàn          | Trận      | Bàn       |
| ----------------- | --------- | -------- | -------- | ------------ | ------------ | --------- | --------- |
| Cerezo Osaka      | 2012      | 16       | 1        | 7            | 3            | 23        | 4         |
| Montedio Yamagata | 2012      | 13       | 3        | -            | -            | 13        | 3         |
| Cerezo Osaka      | 2013      | 5        | 0        | 1            | 0            | 6         | 0         |
| Tổng cộng         | Tổng cộng | 34       | 4        | 8            | 3            | 42        | 7         |